# Médaille Albert
La médaille Albert (le nom officiel étant Albert Medal for Lifesaving) a été créée par décret royal le 7 mars 1866 et nommée en l'honneur du prince Albert de Saxe-Cobourg-Gotha. Elle est originellement décernée à ceux ayant sauvé des vies en mer. Elle est abandonnée en 1971.
La médaille d'origine avait un ruban bleu de 16 mm de large avec deux raies blanches. Un autre décret, l'année suivante en 1867, crée deux classes de médaille Albert, l'une en or et bronze et l'autre en bronze ; les deux ont de l'émail bleu et un ruban de 35 mm de large avec quatre raies blanches.
En 1877, on commence à décerner la médaille à ceux ayant sauvé des vies sur terre ; les médailles ont alors des inscriptions indiquant si le sauvetage a eu lieu en mer ou sur terre. La version terrestre a de l'émail rouge avec un ruban rouge. Les titres des médailles changent en 1917, la « Médaille Albert, première classe » en or devenant « Médaille Albert en or » et la « Médaille Albert, seconde classe » en bronze devenant simplement « Médaille Albert ».
La médaille Albert en or est abolie en 1949 et remplacée par la Croix de George (George Cross) ; la seconde classe de médaille Albert (en bronze) n'est décernée que de manière posthume.
En 1971 elle est à son tour abandonnée, ainsi que la Médaille Edward (Edward Medal) et tous les récipiendaires sont invités à l'échanger pour des Croix de George. Des 64 éligibles, 49 acceptent.
On a décerné :
- 25 médailles d'or (mer)
- 216 médailles de bronze (mer)
- 45 médailles d'or (terre)
- 282 médailles de bronze (terre)